# Melchiorre Balbi
Melchiorre Balbi (Venècia, 4 de juny de 1796 - Pàdua, 22 de juny de 1879) fou un compositor, director d'orquestra i mestre de capella italià.
Exercint de director d'orquestra fou nomenat mestre de capella de l'església de Sant Antoni de Pàdua.
Va escriure diverses obres de música religiosa i les òperes La notteperigliosa, L'abitator del bosco, i a més Notas y apéncice al Trattato del sistema armonico de Antonio Calegari (1828), Grammatica ragionata della musica sotto l'aspetto della lingua (1845), Nuova scala sul sistema semitonata equabile (1872), etc.